# 庐江站
庐江站，位于中华人民共和国安徽省合肥市庐江县万山镇万金山社区，是合九铁路上的火车站，建于1995年，由上海铁路局管辖。车站办理客运业务，货运整车普通货物无限制。

## 车站结构

### 站线配置
| 3站台    | 合九铁路      |
| 岛式站台 |               |
| 2站台    | 合九铁路 正线 |
| 1站台    | 合九铁路      |
| 侧式站台 |               |

## 旅客列车目的地
截止2024年2月，目前每天有7班列车在庐江停靠。
| 列车所属路局 | 目的地                           |
| ------------ | -------------------------------- |
| 上海铁路局   | 宿松、北京丰台、合肥、南通、芜湖 |

## 車站周邊
- 合界高速公路
- 农村商业银行庐江万山支行
- 中国移动万山镇营业部
- 明德小学
- 庐江县万山镇人民政府

## 外部連結
- 中国铁路客户服务中心 （页面存档备份，存于）